# Пецица коричневая
Пеци́ца кори́чневая, коричнево-кашта́новая, тёмно-коричневая, или оли́вково-коричневая (лат. Peziza badia) — вид грибов, входящий в род Пецица (Peziza) семейства Пецицевые (Pezizaceae).

## Описание
Средних размеров чашевидный дискомицет. Плодовое тело 2—10 см в диаметре, сначала чашевидное, затем раскрывающееся до почти блюдцевидного, с волнистым, редко разрывающимся краем. Внутренняя спороносная поверхность (гименофор) различной интенсивности (от тёмно- до светло-) оливково-коричневого цвета, гладкая. Внешняя стерильная поверхность красно-коричневая, мелкочешуйчатая. Ложная ножка не выражена.
Мякоть сравнительно крепкая, сероватая или буроватая, под лупой часто выделяются несколько слоёв, без особого вкуса и запаха.
Споры белые в массе, 15—22×8—11 мкм, эллиптической формы, часто с двумя каплями-гуттулами, покрытые тонкой неправильной сеточкой. Аски восьмиспоровые, 300—330×12—15 мкм, цилиндрические, с амилоидными концами. Парафизы септированные, цилиндрические, с булавовидными концами.
Пищевого значения гриб не имеет из-за отсутствия выраженного вкуса и тонкой мякоти.

### Сходные виды
- Peziza phyllogena Cooke, 1877 очень похожа на пецицу коричневую, отличается мелкобородавчатыми, а не сетчатыми спорами.
- Peziza alaskana E.K.Cash, 1954 — северный вид с чёрно-фиолетовой поверхностью и орнаментированными спорами, произрастает по берегам рек и озёр.

## Экология и ареал
Широко распространена в Европе и Северной Америке, встречается довольно часто. Произрастает группами, часто тесными, на земле или опилках, в основном под хвойными деревьями, в конце лета и осенью.

## Синонимы
- Galactinia badia (Pers.) Arnold, 1893
- Plicaria badia (Pers.) Fuckel, 1870
- Scodellina badia (Pers.) Gray, 1821